# Peter Arnold Heise
Peter Arnold Heise (Copenhaguen, 11 de febrer de 1830 - Stokkerup, 12 de setembre de 1879) fou un compositor danès, més conegut per la seva òpera Drot og Marsk.
Deixeble de Berggreen, i de 1852 fins a 1893 fou alumne del Conservatori de Leipzig, fou (1858-65) professor de música de Sorö i després a Copenhaguen.
Heise fou un notable autor de lieder, però també va compondre òperes (La filla del Baixà (1869), i El rei i el mariscal (1878), sarsueles i la balada Dornröschen.